# Western pad
Een western pad is een soort zadel dat gebruikt wordt in de paardensport en dient om de druk op de huid van een paard te verzachten en het paard zo te ontzien. Een western pad wordt onder het zadel aangebracht en heeft een speciaal dekje voor westernzadels. Een western pad bevat vaak leren delen maar bestaat voornamelijk uit wol of katoen. Western pads komen oorspronkelijk uit de Verenigde Staten. 